# Енгибарян, Виктор Левонович
Виктор Левонович Енгибарян (арм. Վիկտոր Լեւոնի Ենգիբարյան; род. 11 июля 1981, Талин) — армянский политик и дипломат. Депутат Национального собрания Армении (2019—2021), посол Армении в Германии (2021—н. в.).

## Биография
Родился 11 июля 1981 года в Талине, Армянская ССР.
В 2002 году окончил бакалавриат философского факультета Ереванского государственного университета, где обучался на кафедре социологии. В 2004 году окончил магистратуру факультета общественных наук Рурского университета в Бохуме, Германия, по специальности «Европоведение и управление международными корпорациями».
В 2005—2006 годах работал обработчиком данных в программе по разминированию минных полей от Министерства обороны Армении и ООН.
В 2011—2013 годах руководил программами Немецкого общества по международному сотрудничеству.
В мае 2018 года вошёл в Ереванский городской совет от блока партий «Елк» после ухода Эдуарда Агаджаняна.
В 2018 году был избран депутатом Национального собрания Армении VII созыва по избирательному округу № 6 от блока партий «Мой шаг». Входил во фракцию «Мой шаг». Являлся членом постоянной комиссии НС РА по вопросам европейской интеграции.
В 2021 году назначен послом Армении в Германии. В 2022 году по совместительству назначен послом Армении в Лихтенштейне.
Знает английский, немецкий и русский языки. Женат, имеет двоих детей.